# Déforestation au Cameroun

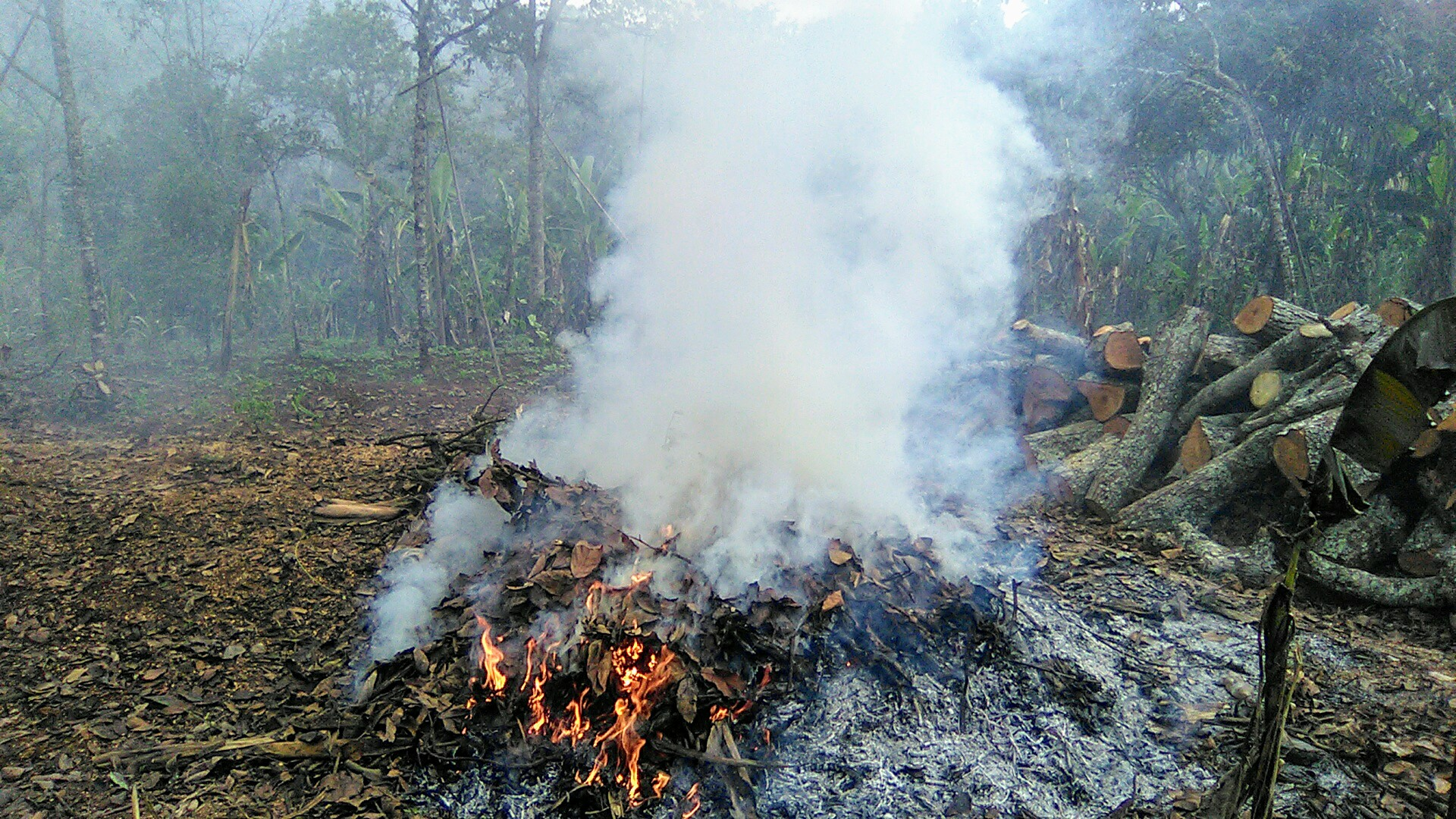
Arbres coupés par les populations à la recherche de bois de chauffage ou de terres cultivables.

La déforestation au Cameroun est la destruction des forêts tropicales humides de ce pays d'Afrique centrale. 
Elle est principalement due aux enjeux économiques qui motivent les différents acteurs. L'État, la communauté internationale, les compagnies forestières et les populations locales ont tous des intérêts financiers en jeu avec de multiples causes difficiles à endiguer comme l'agriculture sur brûlis, les cultures de rentes, l'exploitation commerciales des produits forestiers... Cette exploitation forestière se fait au détriment du climat, de l'environnement, de la biodiversité, des populations agroforestières et provoque des conséquences humaines importantes (inondations, sécheresses, pollution hydrique, épidémies, accidents de la route...).
Les forêts tropicales humides du bassin du Congo représentent la deuxième plus vaste étendue boisée après le bassin amazonien. Au Cameroun, malgré le fait qu’il y ait de plus en plus de sites protégés comme la réserve du Dja ou le parc national de Campo-Ma’an, la déforestation progresse à un taux annuel de 0,6 % . En effet, le Cameroun est classé parmi les cinq plus grands exportateurs mondiaux de grumes . 
De plus, son économie se divise en deux grands secteurs économiques : l’agriculture et l’exploitation forestière qui représente 42 % du PIB en 1950 ou 60 % de la population active .

## Les acteurs et leurs enjeux
Au début des années 1990, le Cameroun subit une grave crise économique, essentiellement à cause de la diminution du prix des produits d’exploitation de l’époque comme le café, le cacao… On assiste donc à un processus de réforme de la politique forestière : on passe d’un État unique gestionnaire des ressources forestières à une multitude de réseaux qui revendiquent tous leur participation dans la gestion des ressources ligneuses ce qui rend la compréhension de la situation très difficile.

### Les bailleurs de fonds internationaux
Les bailleurs de fonds internationaux ont prêté de l’argent au Cameroun. Ils l'obligent donc à se tourner vers l'exploitation forestière pour être remboursés rapidement. Cependant, l’État camerounais s’est aussi engagé à réduire sa déforestation lors de grands congrès internationaux comme le protocole de Kyoto en 1997 sur la réduction des gaz à effet de serre.

### L’État camerounais
L’État camerounais essaye lui de maintenir les grands équilibres macro-économiques. Effectivement, il redoute les dangers environnementaux de la déforestation. Il tente de réglementer l’exploitation forestière avec des taxes, des limites des coupes, des réserves naturelles, etc. mais le Ministère de l'Environnement et des Forêts n’a pas les capacités humaines et matérielles de faire respecter cette réglementation. Cela conduit à un certain laxisme qui mène à la corruption.
L’État craint également les risques sociaux subis par une population abandonnée. En effet, la plupart des investissements sont détournés à cause de la corruption. 
Enfin, l’État redoute les périls économiques dus au non-respect du remboursement de ses dettes envers les bailleurs de fonds et à la déstabilisation de l’économie du pays lui-même. 
L’État camerounais est donc tiraillé entre les exigences contradictoires de la communauté internationale, le maintien de l’économie et le besoin de préserver ses ressources forestières.

### Les compagnies forestières
Quelques grandes compagnies forestières peuvent aussi imposer leurs lois car elles ont le monopole. En effet, seulement 10 entreprises étrangères ont ensemble 50 % des concessions en règle du pays. Au Cameroun, il existe des compagnies forestières comme EST SUFFO ET FILS située à Yaoundé,GROUPE MBOUNGUEN  située à Yaoundé ,SEVI SUART située à Douala.

### Les populations locales
En ce qui concerne les populations locales, elles approvisionnent en nourriture les nouvelles villes créées par la déforestation. Elles pratiquent une agriculture sur brûlis et une chasse intensives qui sont donc très agressives pour la forêt. L’appât du gain est devenu plus important que la préservation de leurs forêts. La corruption se joue aussi ici à plus petite échelle où les fonctionnaires s’arrangent avec les compagnies forestières pour recevoir la taxation sans passer par l’État.

## Les causes

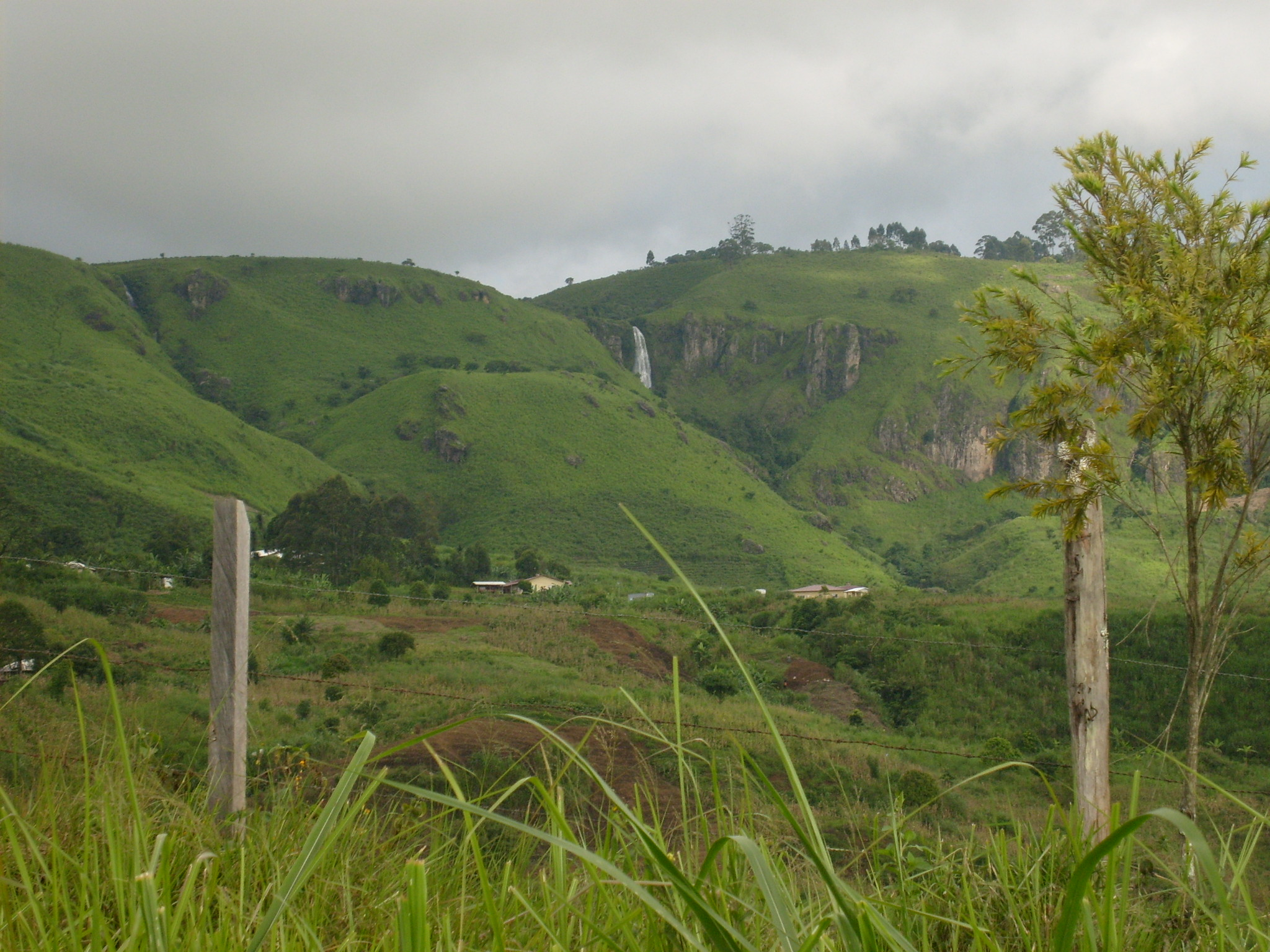
Collines du nord-ouest du Cameroun victimes de la déforestation (2007).

### L'agriculture itinérante sur brûlis
L’agriculture itinérante sur brûlis aussi appelée le « slash and burn » est une technique d'exploitation agricole qui consiste à défricher un pan de forêt par le feu pour le mettre en culture puis en jachère afin de lui laisser retrouver sa fertilité. Lorsqu’il n’y avait que les populations locales qui pratiquaient cette agriculture, cela ne posait aucun problème mais maintenant avec l’augmentation de la population et la production se tournant vers le marché extérieur, les jachères n’ont plus le temps de reconstituer leur couvert végétal. La Lekié (département) en est un bon exemple du passage d’une forêt tropicale humide à une forêt claire.

### Les cultures de rentes
L’agriculture d’exploitation ou culture de rente a elle été apportée par la colonisation. Au Cameroun, Les petits paysans plantent principalement des Cacaoyers au centre du pays et les grands producteurs cultivent des palmier à huile et des hévéas au littoral. Quoi qu’il en soit, ces plantations prennent beaucoup de terrain sur la forêt.

### L'exploitation commerciale

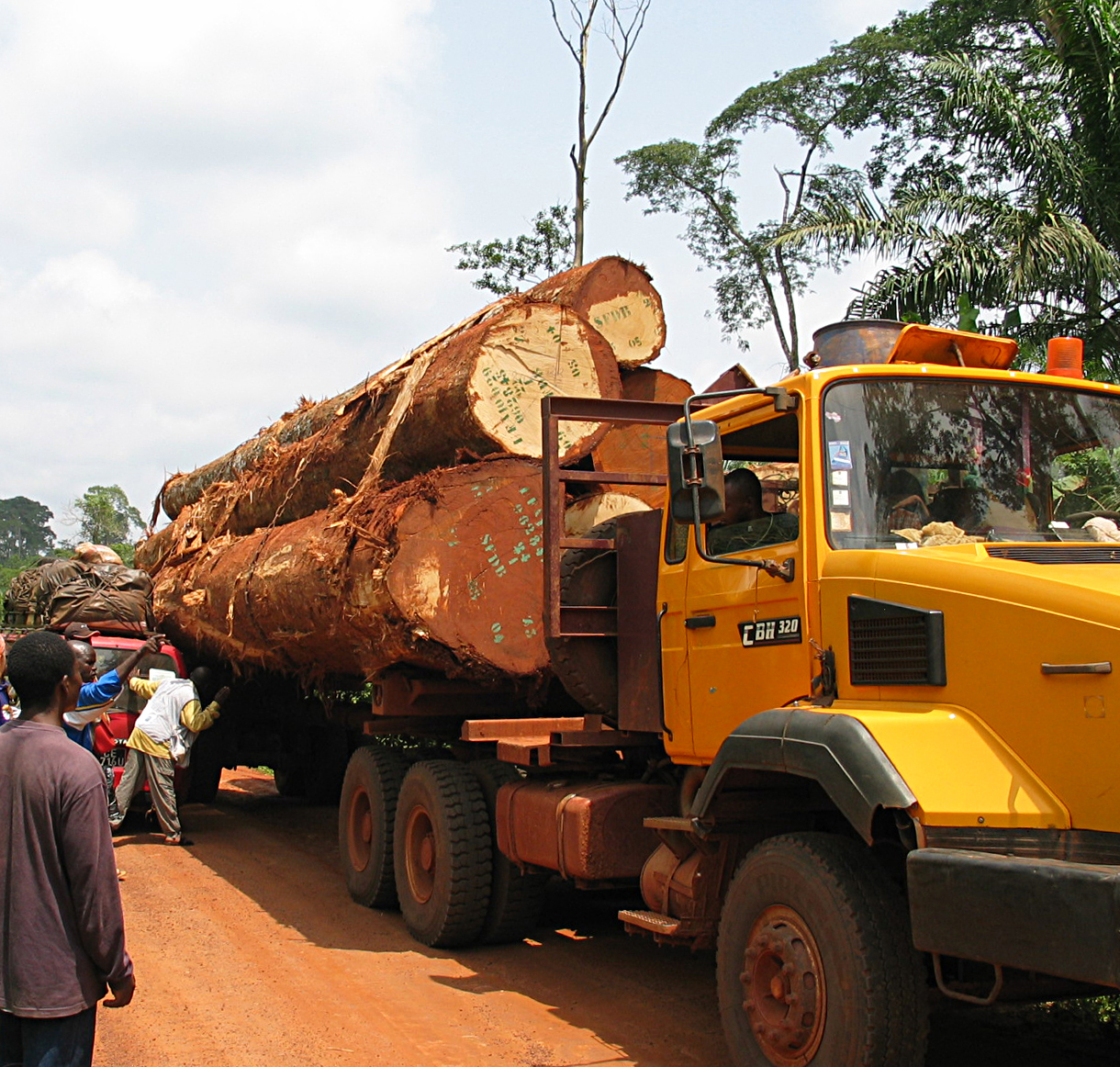
Grumier transportant les billes de bois

Mais l’exploitation forestière ne se résume pas à l’agriculture. L’exploitation commerciale sauvage de la forêt par de petits exploitants locaux est principalement destinée à répondre à une demande toujours croissante en bois d’œuvre et bois de chauffage des grands centres urbains du pays comme Douala et Yaoundé. 
L’exploitation industrielle par des entreprises occidentales ou asiatiques est elle essentiellement consacrée à l’approvisionnement des marchés extérieurs en bois ou plantes médicinales à plus petite échelle.

### L'explosion démographique
En trois décennies la population camerounaise a presque doublée. En juillet 2013, elle était estimée à 22 millions d’habitants dont 44 % de moins de 15 ans. L’augmentation démographique se traduit par l’augmentation des besoins nutritionnels, en bois de chauffage, en bois d’œuvre... La pression sur les forêts et ses ressources est donc de plus en plus importante.

## Les conséquences environnementales et humaines

### Réchauffement climatique
Les forêts tropicales humides sont considérées par de nombreux experts comme les « poumons de la planète ». Effectivement, grâce au phénomène chimique de la photosynthèse, elles absorbent et captent le dioxyde de carbone tout en rejetant l’oxygène indispensable à la vie. Le Cameroun est même considéré comme l’un des 15 pays tropicaux qui jouent le plus grand rôle pour le captage et le stockage du carbone. 
La déforestation entraine donc une surproduction de gaz carbonique qui est un des principaux gaz à effet de serre responsables du réchauffement climatique. La déforestation est ainsi indirectement responsable de la Désertification, de l'acidification des océans et de l’augmentation du niveau des mers et des océans.  

### Perturbation du cycle de l'eau
Les forêts tropicales humides renvoient 95 % des eaux de pluie dans l’air par évapotranspiration. La déforestation entraine ainsi une réduction des précipitations et un ralentissement des rendements agricoles traduit par une immigration des populations locales .  
De plus, un couvert végétal suffisant limite l’érosion. En effet, les feuilles et les troncs atténuent l’impact des précipitations de même que les racines maintiennent le sol. Le lessivage des sols est très problématique puisqu’il provoque la baisse de leur fertilité et une difficile reconstitution de l’humus. Ce manque de fertilité ne permet donc pas la régénération des forêts ni les activités agricoles 
Par ailleurs, la déforestation ainsi que l’abondance et la violence des pluies de ce pays entrainent des inondations catastrophiques voire des glissements de terrain puisque l'eau de ruissellement n'est plus freinée et que les sols ne sont plus maintenus par l'enchevêtrement des racines.  
Enfin, les arbres ont également un rôle de filtre en absorbant, retenant et libérant l’eau progressivement. Sans ce filtre, il y a des sécheresses et des inondations comme énoncé plus haut mais aussi un excès de sédiments ce qui pollue les rivières. Cette pollution entraine des maladies d’origine hydrique et une diminution de la qualité et de la quantité d’eau potable traduites par des pertes humaines et des déplacements de populations.

### Perte de la biodiversité
Les forêts fournissent également un habitat varié pour la faune et la flore. Il existe par exemple un potentiel d’environ 300 essences d’arbres exploitables au Cameroun même si aujourd'hui seules 40 sont exploitées (estimation de Letouzey cité par Obam, 1992). L’immense biodiversité qui en résulte est un stock de richesse pour les populations locales mais aussi pour le reste de l’humanité. La diminution des surfaces boisées entraine une perte de cette biodiversité ce qui a des répercussions directes sur les peuples agroforestiers et indirectes sur le reste du monde. De plus, les forêts replantées ainsi que les cultures de rentes n’ont pas la même richesse que les forêts naturelles. Certaines espèces de bois sont plus prisées que d’autres, c’est pourquoi les coupes sélectives et un écrémage progressif espèce par espèce sont préférées. Effectivement, cela est beaucoup moins nocif pour le maintien de la biodiversité.

### Perturbation de la vie des populations agroforestières
La déforestation participe également à la déstabilisation de la vie quotidienne des populations agroforestières comme les pygmées au Cameroun. Ces populations du bassin congolais vivent en symbiose avec le milieu forestier, ils font corps avec l’écosystème qui les abrite et dont ils dépendent.
Le rythme d’exploitation sans précédent des forêts risque de faire disparaître un certain nombre de ressources fauniques et floristiques qui leur sont vitales. En matière alimentaire mais aussi en matière de pharmacopée où un certain nombre de plantes médicinales sont introuvables ce qui augmente leur taux de mortalité. Compte tenu du fait que plus d'un quart des médicaments modernes proviennent des plantes forestières tropicales, leur disparition a dès lors des impacts mondiaux.
Leur patrimoine culturel est aussi en danger. Par exemple, certains villages n’ont plus de tambours essentiels à leur culture. Ce n’est en effet pas dans n’importe quel arbre que l’on peut en fabriquer.
Autrefois nomades, les populations pygmées du Cameroun commencent à se sédentariser généralement pour travailler comme ouvrier dans des cultures cherchant ainsi une amélioration de leurs conditions de vie. Leur mode de vie communautaire et leur domaine culturel se sont donc fortement appauvri avec l’apparition de l’argent. Ils exploitent aujourd’hui leur forêt pour les bénéfices à en tirer sans plus se soucier d’une gestion rationnelle et durable (ils pratiquent le braconnage ou servent de pisteurs pour trouver telle ou telle essence d'arbres). 
De plus, en se sédentarisant les Pygmées entrent en contact avec des maladies qui leur sont étrangères et certains en meurent.
Enfin, ils développent un sentiment de frustration et de délaissement car ils vivent encore plus pauvrement et se font exploités. Il s’ensuit une tombée dans l’alcoolisme, la violence...

### Émergence de maladies infectieuses
La déforestation expose également l’homme à des contacts plus fréquents avec des agents pathogènes forestiers auxquels il n’avait jamais été exposé auparavant. Cela se traduit par l’émergence de maladies infectieuses (sida, fièvre jaune, maladie à virus Ebola, dengue, paludisme...) souvent d’origine animale mais naturellement présent dans la faune et la flore. Un bon nombre de ces maladies ont démontré qu’elles pouvaient se développer à l’échelle planétaire.

### Baisse de la productivité de certaines cultures de rentes
Ensuite, on assiste également à une baisse de production de certaines cultures de rente. On parle souvent des importants bénéfices monétaires de la déforestation et des cultures de rentes ce qui se traduit par un exode urbain des jeunes diplômés sans emplois. Mais pour les cultures de cacaoyers c’est différent. Ils doivent défricher pour pouvoir planter les cacaoyers mais ils ont besoin de forêts tropicales humides car le cacaoyer ne s’adapte qu’à ce milieu là. Depuis plusieurs décennies, des milliers de familles tirent l’essentiel de leurs revenus de la production et de la vente du cacao. La diminution des forêts tropicales humides entraine donc aussi la diminution du rendement de ces plantations de cacao qui ne se trouvent plus dans un milieu favorable.

### Dégradation des voies de communications
Enfin, la dégradation des  voies de communications comme les infrastructures routières et ferroviaires est essentiellement due au transport de grumes. En effet ces installations ne sont pas adaptées aux passages réguliers de convois de tonnage élevé. Ces routes défoncées et ces ponts ébranlés sont le théâtre de nombreux accidents comme cet accident de camion à Mutengene qui avait fait des dizaines de victimes et marqué les mémoires.